# Ina Adrian
Ina (Ines) Adrian, właściwie Judyta Fogelnest (ur. 31 stycznia 1911 w Warszawie, zm. 15 czerwca 1981 w New Jersey) – polska aktorka i śpiewaczka pochodzenia żydowskiego, działaczka włoskiego ruchu oporu w trakcie II wojny światowej.

## Życiorys
Urodziła się w Warszawie jako córka Bernarda (Berka) Fogelnesta i Chany Marjem z Kestenbergów. Jej ojciec w latach 1919–1927 działał w Radzie Warszawy, zaś od 1928 roku był dyrektorem Fabryki Wyrobów Metalowych Fogelnest i Wspólnicy „IFOSTO” w Stojadłach. Ina miała jedną lub dwie siostry (źródła nie są co do tego zgodne). Jej siostra Sulamita Lea (ur. 1912) uzyskała w 1936 dyplom lekarski. Rodzina Fogelnestów zginęła w trakcie Holokaustu, w tym jej ojciec oraz siostra Sulamita.
Jej wzorem i inspiracją była aktorka Greta Garbo. W 1930 roku wystąpiła w dramacie obyczajowym pt. Mascotte w reż. Aleksandra Forda. Była to jej największa rola filmowa, która również przyniosła jej największą rozpoznawalność. Występ i zdolności aktorskie Iny Adrian zostały jednak negatywnie ocenione w recenzjach prasowych, między innymi na łamach Kuriera Warszawskiego czy dziennika ABC. W latach 1934–1935 występowała na deskach Teatru na Kredytowej w Warszawie.
W trakcie II wojny światowej współpracowała z włoskimi partyzantami. Po wojnie osiadła w USA.

## Wybrana filmografia
- Mascotte (1930), reż. Aleksander Ford